# Суперкубок Беларуси по футболу 2024
Суперкубок Беларуси по футболу 2024 — 15-й розыгрыш Суперкубка Беларуси, ежегодного футбольного матча, в котором встречаются чемпионы Высшей лиги чемпионата Беларуси и обладатели Кубка Беларуси предыдущего сезона. В нём сыграли чемпион Беларуси 2023 года «Динамо-Минск» и обладатель Кубка Беларуси 2022/2023 Торпедо-БелАЗ из Жодино.
Основное время матча закончилось вничью 0:0. В серии послематчевых пенальти сильнее оказались футболисты Торпедо-БелАЗ (4:3), которые впервые стали обладателями трофея.

## Отчёт о матче
Матч состоялся 2 марта 2024 года на стадионе «Шахтёр» в Солигорске.
| 2 марта       | \| Торпедо-БелАЗ \| 0 : 0 \| Динамо-Минск \| | Стадион: Шахтёр, Солигорск Зрителей: 1 911 (2 500) Судья: А. Кургхели, Гомель |
| Торпедо-БелАЗ | 0 : 0                                        | Динамо-Минск                                                                  |

| Серия пенальти:                                 |     |                                                  |
| Побудей · Залеский · Мякиш · Руцкий · Премудров | 4:3 | Мельниченко · Жердев · Пигас · Демченко · Адеола |